# 下里村
下里村（しもさとむら）は、兵庫県加西郡にあった村。現在の加西市の南西部、北条鉄道北条線・法華口駅および播磨下里駅の周辺にあたる。

## 地理
- 山岳：善防山、笠松山
- 河川：下里川

## 歴史
- 1889年（明治22年）4月1日 - 町村制の施行により、西笠原村・東笠原村・三口村・坂本村・倉谷村・野田村・野条村・琵琶甲村・牛居村・中西村・段下村・尾崎村・大村・両月村・戸田井村・王子村の区域をもって発足。
- 1955年（昭和30年）1月15日 - 北条町・富田村・賀茂村と合併し、改めて北条町が発足。同日下里村廃止。

## 交通

### 鉄道路線
- 日本国有鉄道
  - 北条線（現・北条鉄道北条線）
    - 法華口駅 - 播磨下里駅